# Alexandro Haininga
Alexandro Shane Shonn Haininga (2002) è un lottatore namibiano, specializzato nella lotta greco-romana.

## Biografia
Ai campionati africani di Hammamet 2023 ha conquistato la medaglia di bronzo nel torneo di lotta greco-romana 55 kg.

## Palmarès
| Anno | Manifestazione      | Sede     | Evento | Risultato | Note |
| ---- | ------------------- | -------- | ------ | --------- | ---- |
| 2023 | Campionati africani | Hammamet | 55 kg  | Bronzo    |      |